# Fissistigma montanum
Fissistigma montanum är en kirimojaväxtart som beskrevs av Ian Mark Turner. Fissistigma montanum ingår i släktet Fissistigma och familjen kirimojaväxter. Inga underarter finns listade i Catalogue of Life.